# Ametropus neavei
Ametropus neavei är en dagsländeart som beskrevs av Mcdunnough 1928. Ametropus neavei ingår i släktet Ametropus och familjen Ametropodidae. Inga underarter finns listade i Catalogue of Life.